# Sefardi
Sefardi (hebrejski ספרדי) su podgrupa Židova, koji potječu s Pirenejskog poluotoka (današnja Španjolska i Portugal). 
Sefardi na hebrejskom doslovno znači Španjolci. Imaju svoj jezik ladino, koji je mješavina hebrejskog, arapskog i španjolskog jezika. Danas ih ima između 1,5 i 2 milijuna. Čine oko 20% ukupne židovske populacije. Najviše ih živi u Izraelu (725 000), Francuskoj (350 000), SAD-u (80 000), Turskoj (20 000), Sjevernoj i Južnoj Americi te Europi. U Španjolskoj ih danas ima oko 12 000. Najpoznatiji Sefardi su: filozof Baruch de Spinoza, filozof, teolog i liječnik Majmonid, američki redatelj Hank Azaria, američki pijanist Murray Perahia, filozof Jacques Derrida, političar Pierre Mendés France i dr. 
Dubrovačka sinagoga je najstarija sefardska sinagoga u svijetu, od onih koje su još u upotrebi.
Doseljavanjem Sefarda iz Španjolske u 16. stoljeću započinje i njihova prosvjetno-književna djelatnost na hrvatskim prostorima, kojoj su po jeziku izvori hebrejski i španjolski.